# Schönbek
Schönbek ist eine Gemeinde im Kreis Rendsburg-Eckernförde in Schleswig-Holstein.

## Geografie

### Geografische Lage
Das Gemeindegebiet von Schönbek erstreckt sich im Westen des nordwestlichen Teilbereichs der naturräumlichen Haupteinheit Ostholsteinisches Hügel- und Seenland (Nr. 702) westlich von Bordesholm.
Das Große Moor (bei Dätgen) erstreckt sich bis in den westlichen Bereich der Gemarkung von Schönbek.

### Gemeindegliederung
Die Gemeinde gliedert sich siedlungsgeographisch in mehrere Ortsteile. Neben der namenstiftenden Dorflage liegen auch die Häusergruppe Schönbekerholz, sowie die Hofsiedlungen Fuchsschwanz, Hassloh und Schönbekfeld als weitere Wohnplätze im Gemeindegebiet.

### Nachbargemeinden
Direkt angrenzende Gemeindegebiete von Schönbek sind:
| Dätgen |                                             | Hoffeld  |
|        | Kompassrose, die auf Nachbargemeinden zeigt | Mühbrook |
| Loop   | Neumünster (Stadtteil Einfeld)              |          |

## Politik

### Gemeindevertretung
Bei der Kommunalwahl am 14. Mai 2023 wurden insgesamt neun Sitze vergeben. Diese fielen erneut alle an die Kommunale Wählergemeinschaft Schönbek. Die Wahlbeteiligung betrug 60,1 %.

### Wappen
Blasonierung: „Von Blau und Rot durch einen silbernen Wellenbalken geteilt. Oben eine goldene Sonne, unten zwei gekreuzte silberne Torfspaten.“

## Wirtschaft und Verkehr
Die Wirtschaft in der Gemeinde wurde einst in erster Linie von der Urproduktion der Landwirtschaft bestimmt. Im Zuge des landwirtschaftlichen Strukturwandels ist die Zahl der Betriebe im Vollerwerb inzwischen von 16 am Ende des Zweiten Weltkrieges auf sieben 60 Jahre später gesunken. Zwei Bauern verloren allerdings auch durch den Bau des Dreiecks soviel Land in der Gemeinde, dass sie in anderen Gemeinden neue Höfe sich aufbauen mussten.
In der Dorfgeschichte des NDR über die Gemeinde im Jahr 2023 auch von einem hier ansässigen selbständigen Goldschmied berichtet.
Im westlichen Bereich des Gemeindegebiets erstreckt sich in Nord-Süd-Richtung die Bundesautobahn 7. Hier zweigt (weiträumig) die Bundesautobahn 215 von/nach Kiel im Zuge des Bordesholmer Dreiecks aus/ein. Die östlich der Trasse gelegene Dorflage von Schönbek wird ausgehend von der weiter nördlich gelegenen Anschlussstelle Bordesholm (Nr. 13) an der A 7 angebunden (Weiterfahrt in östliche Richtung).